# 마지스카 학원
《마지스카 학원》(マジすか学園 마지스카가쿠엔[*])은 일본의 드라마이다. 시즌 1부터 시즌 3까지는 TV 도쿄, 시즌 4부터는 닛폰 TV에서 방영됐으며, 시즌 5는 3화부터 웹 스트리밍 서비스 Hulu에서만 스트리밍됐다. 2010년 1월 8일부터 3월 26일까지 방영되었으며 시즌 1, 2011년 4월 15일부터 7월 1일까지 시즌 2, 2012년 7월 13일부터 10월 5일까지 시즌 3, 2015년 1월 20일부터 시즌 4, 8월 24일부터 시즌 5가 방영됐다.

## 마지스카 학원

### 내용
평범해 보이지만 싸움은 잘하는 여고생 마에다 아츠코가 개인 사정으로 인해 마지스카 여고에 전학 오게 된다. 마에다는 개호사를 목표로 싸움을 멀리하고 공부에만 전념하려 하지만 뜻대로 되지 않고 친구들을 위해 학교 내 각종 폭력서클들과 싸움을 벌이는 이야기이다.

### 개요
마지스카 학원은 무려 200명이 넘는 아이돌로 구성된 그룹 AKB48의 대부분의 멤버와 SKE48 SDN48 일부 멤버들 등 자매 그룹들까지 총 출동하여 촬영한 드라마이다. 이들 아이돌 그룹을 탄생시킨 아키모토 야스시가 기획해서 드라마 24를 통하여 방송되었다.

### 등장 인물

#### 중심 인물
- 마에다 아츠코 : 마에다 아츠코

마지스카 여학원의 2학년에 새로 온 전학생이다. 말이 없고 쿨한 성격으로 다른 사람들과는 전혀 어울리지 않고 싸움은 피한다. 진심 ("마지")이라는 단어에 민감하게 반응한다. 안경을 벗으면 눈매가 달라지면서 진짜 실력을 발휘한다.
- 오니츠카 다루마 : 나츄

마지스카 여학원에 마에다와 같이 온 전학생. 전학 온 날부터 무서운 분위기를 풍기지만 사실은 그렇게 강하지 않은 듯하다. 마에다의 강한 모습을 본 후로 그녀를 "아츠 누님" ("아츠네") 라 부르며 따르게 되었다. 싸움에서 이겼을 시 "승리의 닭날개"를 먹으며 자축한다.

#### 랏팟파 (졸업반 인물들)
- 오오시마 유코 : 오오시마 유코

마지스카 여학원의 3학년 학생. 학교의 최강 폭력그룹인 취주악부 랏팟파("딴따라")의 소속으로, 통칭은 랏팟파의 부장이다. 수십명과 혼자서 싸워 이길 정도로 최강의 싸움꾼이며 싸움을 즐긴다. 겉모습은 영락없는 불량 여고생이지만 알고보면 속이 깊다. 현재는 마에다가 일하는 병원에 입원중으로 학교엔 모습이 잘 나타나지 않는다.
- 사도 : 시노다 마리코

마지스카 여학원의 3학년이자, 랏파파의 부부장, 항상 켄다마를 갖고 다니며 유코 못지 않은 카리스마를 자랑한다. 입원 중인 유코를 대신해 랏파파를 이끌고 있다. 유코를 진심으로 대하는 친구. 이름의 유래는 새디스트이며, 오오시마가 붙여 준 별명이다.
- 시부야 : 이타노 토모미

마지스카 여학원 3학년. 랏파파의 '사천왕'의 일원이며, 갸루소녀다. 사천왕중에 마에다와 처음으로 대결하게 된다. 이름은 갸루 문화의 중심지 시부야에서 유래.
- 블랙 : 카시와기 유키

마지스카 여학원의 3학년이며 취주악부의 '사천왕'중 한 명. 빠른 스피드와 어둠속에서도 뛰어난 시력을 자랑하며, 상대와의 싸움 전 "죽음의 신고"를 휴대전화 메시지로 보낸다. 늘 가슴에는 십자가 목걸이를 지니고 있으며 소중히 여긴다.
- 토리고야 : 코지마 하루나

마지스카 여학원 3학년. 최강군단인 랏파파의 '사천왕'중 한 명. 평소에는 사천왕이라 불리만한 그릇이 안되고 본인도 안정하고 있다. 그러나 각성하면 외모부터 무섭게 변하며 사람과 접촉으로 인해 그 사람의 기억을 읽어내어 그것을 토대로 중요한 말을 속삭임으로 인해 상대방이 괴로운 기억을 떠올리는 인물이다. 이름은 닭장이라는 뜻.
- 게키카라 : 마츠이 레나

마지스카 여학원 3학년. 최강군단인 랏파파의 '사천왕'중 멤버이며, 현재 싸움으로 인해 소년원에 들어가있다. 이름은 그대로 읽으면 "격신(激辛)", 즉 매우 맵다는 뜻이다. "이기고 지고를 떠나 싸움을 즐기고 누구든 그녀와 싸우면 피를 보게 된다. 손톱을 깨무는 버릇이 있고 피를 보면서 웃는 등 정신이상적인 행동을 한다. 싸움을 전에 고개를 갸우뚱거리며 "너 화났니??"라는 말을 한다.

#### 팀 호르몬
- 오타 : 사시하라 리노

마지스카 여학원 2학년. 팀 호르몬의 리더. 마에다와 같은반으로 늘 무리들과 교실에서 호르몬(곱창)을 구워 먹는다. 처음으로 마에다와 싸우게 된다. 이름은 오타쿠에서 유래.
- 우나기 : 키타하라 리에

마지스카 여학원 2학년이자, 팀 호르몬의 멤버이다. 마에다와 같은반으로 늘 무리들과 교실에서 호르몬(곱창)을 구워 먹는다. 처음으로 마에다와 싸우게 된다.
- 아키챠 : 타카죠 아키

마지스카 여학원 2학년. 팀 호르몬의 멤버. 마에다와 같은반으로 늘 무리들과 교실에서 호르몬(곱창)을 구워 먹으며, 처음으로 마에다와 상대하게 된다.
- 번지 : 니토 모에노

마지스카 여학원 2학년. 팀 호르몬의 멤버. 마에다와 같은반으로 늘 무리들과 교실에서 호르몬(곱창)을 구워 먹으며, 처음엔 마에다와 싸우게 된다. 이름은 번지점프에서 유래.
- 무쿠치 : 코모리 미카

마지스카 여학원 2학년. 팀 호르몬의 멤버. 마에다와 같은반으로 늘 무리들과 교실에서 호르몬(곱창)을 구워 먹으며, 처음으로 마에다와 싸우게 된다. 이름은 無口, 즉 말이 없다는 뜻이다.

#### 가부키 시스터즈
- 가부키 시스터즈 : 카사이 토모미, 쿠라모치 아스카

마지스카 여학원 2학년. 가부키 시스터즈를 결성해 2인조를 활동했다. 세력을 키우기 위해 다른 학교와도 서슴지 않고 싸움을 한다. 마에다의 소문을 듣고 마에다에게 싸움을 건다.

#### 산쵸 자매
- 러브탄 : 오오타 아이카

마지스카 여학원 1학년. '산쵸 자매'중 한명이다. 평소 리블리한 패션으로 겉보기엔 귀엽고 작은 학생이지만 겉모습과 다르게 싸움을 즐기며, 싸움에서 진 상대의 사진을 찍는다. 사천왕 중 한명인 시부야가 뒤를 봐주고 있으며 랏파파에 들어가고 싶어한다.
- 먀오 : 미야자키 미호

마지스카 여학원 1학년. '산쵸 자매'중 한명이다. 평소 리블리한 패션으로 겉보기엔 귀엽고 작은 학생이지만 겉모습과 다르게 싸움을 즐기며, 싸움에서 진 상대의 사진을 찍는다.
- 마나마나 : 오쿠 마나미

마지스카 여학원 1학년. '산쵸 자매'중 한명이다. 평소 리블리한 패션으로 겉보기엔 귀엽고 작은 학생이지만 겉모습과 다르게 싸움을 즐기며, 싸움에서 진 상대의 사진을 찍는다.

#### 랏파파 그 외 인물
- 점보 : 타나베 미쿠

마지스카 여학원 1학년이자, 랏파파의 일원이다.
- 라이스 : 요네자와 루미

마지스카 여학원 1학년이자, 랏파파의 일원이다.
- 쇼와 : 카타야마 하루카

마지스카 여학원 1학년이자, 랏파파의 일원이다.
- 아니메 : 나카야 사야카

마지스카 여학원 1학년이자, 랏파파의 일원이다.
- 댄스 : 야가미 쿠미

마지스카 여학원 1학년. 랏파파의 '사천왕'인 시부야의 사제.

#### 마에다 주변 인물
- 마에다 요시오 : 토모토 요시히로

마에다의 부친. 과거 폭력배였으나, 지금은 평범한 회사원이다. 집을 자주 비우는 엄마때문에 마에다와 둘이 식사하는 것이 늘 상이고, 밥도 해주는 자상하고 착한 아버지였다. 안경을 벗으면 강한 모습이 나오는 건 마에다가 아빠를 닮은 듯하다.
- 마에다 사치코 : 스즈키 사와

마에다의 계모. 과거 폭력배였었고 지금도 별반 다를 바 없이 살아가고 있다. 트럭운전을 하고 있고 평소에는 집이 없다.

#### 교사
- 노지마 유리코 : 후세 에리

마지스카 여학원의 교장 선생님이다. 과거 마에다의 부모와 같이 학창시절을 보낸 양아치였다. 말을 할 때 영어를 많이 쓰며 어떤학생도 버리지 않는다는 신념을 지키려 노력한다. 마에다가 마지스카 학원을 바꾸어 줄거라 믿고 전학을 허락한다.
- 쿠우키 : 코바야시 스스무

마지스카 여학원의 담임 교사. 마에다와 다루마의 반을 맡고 있으며, 여린성격으로 늘 학생들에게 당한다.
- 키켄 : 테즈카 토루

마지스카 여학원의 양호 교사. 상처난 여학생들을 치료해주는 것에 희열을 느낀다.

#### 마지스카 그 외 인물
- 가쿠란 : 미야자와 사에

마지스카 여학원 2학년. 남자이고 싶어 늘 남자교복을 입고 다닌다. 다루마를 걸고 마에다와 싸움을 하게 된다. 가쿠란이라는 이름은 그녀가 항상 입고 다니는 남자 교복에서 유래한다.
- 쵸코쿠 : 아키모토 사야카

마지스카 여학원 3학년. 랏파파의 부장인 유코에게 싸움을 건 후 처음으로 완패를 맛보고 수련을 한다. 100명을 쓰러뜨리겠다고 다짐하고 강한 상대만 골라 싸움을 한다. 싸움에서 이긴 뒤 항상 시가 적혀있는 종이를 건넨다. 100번째는 유코로 정해놓고 얼마남지 않은 시점에 마에다와 싸움을 한다. 이름은 "조각"이라는 뜻이다.
- 미네기시 미나미 : 미네기시 미나미

마지스카 여학원 2학년이자, 자칭 학생회장.
- 네즈미 : 와타나베 마유

마지스카 여학원 1학년. 딱히 싸움은 잘 하지 않고 머리가 좋다. 몸으로 싸우는 바보나 하는 짓이라며 속으로 다른 사람들을 말로 설득해 서로 싸우게 해 결국 본인이 랏파파의 부장이 되려는 야심을 가지고 있다. 마지스카와 야바쿠네학원과도 접점이 있다. 항상 후드티를 입고, 껌을 씹고 있다. 이름은 "쥐"라는 의미.
- 에레나 : 오노 에레나

마지스카 여학원 1학년. 죽은 미나미의 동생으로 같이살진 않았지만 언니를 많이 좋아했었다. 미나미의 죽음의 원인이 마에다 탓이라 생각하기 때문에 마에다를 증오하고 있다.
- 미나미 : 다카하시 미나미

과거 시절에 고등학교 친구이자 에레나의 언니. 과거 마에다와 절친으로 어떤 사건으로 죽는다. 마에다에게 손수만든 팔찌를 주고 마에다는 그걸 소중하게 간직하고 있다. 아픈 할머니를 보며 개호사가 되기로 마음먹고, 마에다에게 같이 개호사가 되자고 이끌어준 인물이다.
- 마츠이 쥬리나 : 마츠이 쥬리나

마지스카 여학원 1학년. 마에다 앞에 불현듯 나타났다 사라지는 인물.
- 미키 : 오오야 시즈카

마지스카 여학원 1학년. 산쵸자매에게 무참히 당하는 인물.

#### 야바쿠네 인물
- 치하루 : 사토 아미나

야바쿠네 학교 2학년. 남자들을 속여 돈을 뜯어낸다.
- 사나에 : 사토 유카리

야바쿠네 학교 2학년. 우연히 부딪한 다루마의 스쿠터를 보고 그대를 훔쳐 치하루에게 팔아넘긴다.
- 총장 : 야자

야뱌쿠네 학교 총장. 마지스카 학원을 칠 궁리를 하고 있다. 네즈미의 정보를 통해 마에다와 싸움을 잘 한다.

## 마지스카 학원 2
마지스카 학원 2(マジすか学園 2 마지스카가쿠엔 2[*])는 일본의 TV 도쿄에서 제작된 드라마24에서 방영된 학원물 드라마이다. 마지스카 학원의 후속이다. 2011년 4월 15일부터 7월 1일까지 방영되었다.

### 줄거리
유코의 죽음 이후 마에다가 취주악부의 부부장으로 집권 했지만 랏파파의 지위는 땅에 떨어졌다. 네즈미와 센터는 결국 반란을 계획한다. 평화협정을 맺은 야바쿠네에서는 다시 마지스카 학생들에게 폭력을 행사하고 있다. 과연 마지스카 학교 미래는 어떻게 되는 것 일까?

### 등장 인물

#### 랏팟파

##### 중심 인물
- 마에다 아츠코 : 마에다 아츠코

마지스카 여학원 3학년. 랏파파의 新 부부장. 유코가 죽으면서 남긴 말의 의미를 찾고 있다.
- 오타베 : 요코야마 유이

마지스카 여학원 3학년. 랏파파의 新 부장. 마에다를 대신해서 랏파파를 이끌고 있다. 이름은 교토의 전통 떡 "오타베"에서 유래. 교토 출신으로, 관서 사투리를 쓴다.
- 오니츠카 다루마 : 나츄

마지스카 여학원에 마에다와 같이 온 전학생. 전학 온 날부터 무서운 분위기를 풍기지만 사실은 그렇게 강하지 않은 듯하다. 마에다의 강한 모습을 본 후로 그녀를 "아츠 누님" ("아츠네") 라 부르며 따르게 되었다. 싸움에서 이겼을 시 "승리의 닭날개"를 먹으며 자축한다.

##### 신 사천왕
- 유우란 : 미야자와 사에

마지스카 여학원 3학년. 新 '랏파파'의 사천왕. 남자이고 싶어 늘 남자교복을 입고 있다. 이름은 가쿠란에서 유우란 (기장이 더 긴 가쿠란)으로 바뀌었다.
- 아마구치 : 마츠이 레나

마지스카 여학원 3학년. 최강군단인 '랏파파'의 사천왕. 현재 싸움으로 인해 소년원에 들어가 있다. 3학년을 유급하여 다시 학교로 돌아왔으며, 싸움을 그만하고 학교를 졸업하기 위해 게키카라라는 이름을 버리고 예명을 달콤하다는 뜻의 '아마구치'로 바꾸었다.
- 샤쿠 : 미네기시 미나미

마지스카 여학원 3학년. 학생회장. 新 '랏파파'의 사천왕. 이름은 "(방송)분량"이라는 뜻이다.
팀 호르몬
- 오타 : 사시하라 리노

마지스카 여학원 3학년. 랏파파의 新 '사천왕'이다. 랏팟파 부실에서 호르몬(곱창)을 먹고 있다.
- 우나기 : 키타하라 리에

마지스카 여학원 3학년. 랏파파의 新 '사천왕'이다. 랏팟파 부실에서 호르몬(곱창)을 먹고 있다.
- 아키챠 : 타카죠 아키

마지스카 여학원 3학년. 랏파파의 新 '사천왕'이다. 랏팟파 부실에서 호르몬(곱창)을 먹고 있다.
- 번지 : 니토 모에노

마지스카 여학원 3학년. 랏파파의 新 '사천왕'이다. 랏팟파 부실에서 호르몬(곱창)을 먹고 있다.
- 무쿠치 : 코모리 미카

마지스카 여학원 3학년. 랏파파의 新 '사천왕'이다. 랏팟파 부실에서 호르몬(곱창)을 먹고 있다.
노·쿄켄 시스터즈
- 노·쿄켄 시스터즈 : 카사이 토모미, 쿠라모치 아스카

마지스카 여학원 3학년. 新 '랏파파'의 사천왕이다.

#### '츠' 글자 연합
- 센터 : 마츠이 쥬리나

마지스카 여학원 2학년. '츠'자연합의 리더. 네즈미와는 절친한 사이라고 생각하지만 네즈미는 그녀를 동업자 이상으로는 보지 않는 듯 하다.
- 네즈미 : 와타나베 마유

마지스카 여학원 2학년. '츠'자연합의 리더. 싸움은 특별히 잘 하는 것은 아니지만 머리가 좋다. 항상 후드티를 입고 껌을 씹고 있다.

#### 오오시마 쌍둥이
- 오오시마 유카 : 오오시마 유코

유코의 여동생 유코가 죽은 후 쌍둥이 여동생으로 등장한다.
- 오오시마 유키 : 오오시마 유코

유코의 막내 동생이자, 쌍둥이 여동생으로 등장한다.

#### 그 외 인물
- 경부보 : 다카하시 미나미

최근 일어나고 있는 연쇄 폭행 사건을 쫓고 있는 한 경부보 주임. 등장부터 취조받고 있던 건달을 발로 차버리면서 등장해 예사롭지 않은 성격을 드러낸다.

#### 마지스카 졸업생
- 유코 : 오오시마 유코

마지스카 여학원 졸업 후, 병으로 사망했다.
- 사도 : 시노다 마리코

마지스카 여학원 졸업 후, 현재는 간호사로 일하고 있다.
- 블랙 : 카시와기 유키

마지스카 여학원 졸업 후, 현재 우리 동네의 있는 근처 슈퍼마켓에서 일하며 아기를 돌본다.
- 토리고야 : 코지마 하루나

마지스카 여학원 졸업 후, 유사 성행위 업소에서 일하고 있다.
- 쵸고쿠 : 아키모토 사야카

마지스카 여학원 졸업 후, 최근 복서로 들어갔다.

#### 팀 언더
- 점보 : 타나베 미쿠

마지스카 여학원 2학년. 랏팟파를 포기한 뒤, 팀 언더의 멤버이다.
- 라이스 : 요네자와 루미

마지스카 여학원 2학년.
- 쇼와 : 카타야마 하루카

마지스카 여학원 2학년.
- 아니메 : 나카야 사야카

마지스카 여학원 2학년.

#### 팀 퐁듀
- 돗치 : 시마다 하루카

마지스카 여학원 2학년. 팀 퐁듀의 캡틴. 팀 호르몬과 같으므로 늘 무리들과 교실에서 퐁듀를 먹는다.
- 쯔리 : 야마우치 스즈란

마지스카 여학원 2학년. 팀 퐁듀의 부캡틴. 팀 호르몬과 같으므로 늘 무리들과 교실에서 퐁듀를 먹는다.
- 칸부리 : 시마자키 하루카

마지스카 여학원 2학년. 팀 퐁듀의 참모. 팀 호르몬과 같으므로 늘 무리들과 교실에서 퐁듀를 먹는다.
- 레몬 : 이치카와 미오리

마지스카 여학원 2학년. 팀 퐁듀의 총알탄. 팀 호르몬과 같으므로 늘 무리들과 교실에서 퐁듀를 먹는다.
- 토시마 : 오오바 미나

마지스카 여학원 2학년. 팀 퐁듀의 출납담당. 팀 호르몬과 같으므로 늘 무리들과 교실에서 퐁듀를 먹는다.

#### 야바쿠네 여자상업고등학교

##### 맨발의 회 (하브)
3년생
- 시부야 : 이타노 토모미

야바쿠네 여자상고 3학년. 마지스카 여학원 졸업 후, 한 때는 IT기업에 취직했으나, 성희롱 폭력에 시달리다가 화난 나머지 자표(사표의 오기)를 쓰고 뛰쳐나오고, 야바쿠네에 재입학한 후 '맨발의 회'를 밑에 두고 야바쿠네의 리더가 되었다. 이후로 마지스카에 전쟁을 선포한다.
- 치하루 : 사토 아미나

야바쿠네 여자상고 3학년.
- 사나에 : 사토 유카리

야바쿠네 여자상고 3학년.
- 쟝켄 : 우치다 마유미

야바쿠네 여자상고 3학년.
2년생
- 댄스 : 야가미 쿠미

야바쿠네 여자상고 2학년, 시부야의 사제.
- 컴백 : 키쿠치 아야카

야바쿠네 여자상고 2학년, '맨발의 회'의 리더.
- 3색 : 사토 스미레

야바쿠네 여자상고 2학년. '맨발의 회'의 멤버. 파랑, 빨강, 노랑이라 불리게 된다.
- 마유게 : 마에다 아미

야바쿠네 여자상고 2학년. '맨발의 회'의 멤버. 별명운 '눈썹'.
- 마리야기 : 나가오 마리야

야바쿠네 여자상고 2학년. '맨발의 회'의 멤버.
- 치사토 : 나카타 치사토
- 마리야 : 스즈키 마리야
- 리토 : 치카노 리나

1년생
- 미소 : 키모토 카논

야바쿠네 여자상고 1학년. 시부야의 협박하려는 순간, 결국 피를 갉아버려 정체를 밝혀낸다.

##### 산쵸 자매
- 러브탄 : 오오타 아이카

야바쿠네 여자상고 2학년. '산쵸 자매'중 한명이다. 러블리한 패션으로 겉보기엔 귀엽고 작은 학생이다. 겉모습과 다르게 싸움을 즐긴다.
- 먀오 : 미야자키 미호

야바쿠네 여자상고 2학년. '산쵸 자매'중 한명이다. 러블리한 패션으로 겉보기엔 귀엽고 작은 학생이다. 겉모습과 다르게 싸움을 즐긴다.

##### 그 외 인물
- 미사키 : 이와사 미사키
- 스즈카 : 오오야 시즈카
- 하찌루카 : 나카가와 하루카
- 나츠미 : 마쓰바라 나쓰미
- 아야카 : 우메다 아야카
- 토마미 : 나카쓰카 도모미

- 미사토 : 노나카 미사토
- 리나 : 후지에 레이나
- 사키코 : 마츠이 사키코
- 나루카 : 이시다 하루카
- 카나 : 고바야시 가나
- 나쓰키 : 사토 나쓰키

- 나쓰미 : 히라지마 나쓰미
- 유카 : 마스다 유카
- 아느미 : 모리 안나
- 이즈 : 이즈타 리나
- 레나 : 카토 레나
- 마리나 : 코바야시 마리나

- 나나 : 후지타 나나
- 레나 : 가와에이 리나
- 나투키 : 코지마 나츠키
- 투호리 : 스즈키 시호리
- 와카나 : 나토리 와카나
- 아야카 : 모리카와 아야카

##### 야바쿠네녀 졸업생
- 총장 : 야자
- 미기우데 : 안도 나츠

#### 스테고로 인물
- 나카마타 : 나카마타 시오리

스테고로 고등학교 3학년. 스테고로의 짱.
- 마리아 : 아베 마리아

스테고로 고등학교 3학년.
- 아리나 : 이리야마 안나

스테고로 고등학교 3학년.
- 미시 : 다케우치 미유

스테고로 고등학교 3학년.
- 마리코 : 나카무라 마리코

스테고로 고등학교 3학년.

#### 교사
- 노지마 유리코 : 후세 에리

마지스카 여학원의 교장 선생님이다. 말을 할 때 영어를 많이 쓰며 어떤학생도 버리지 않는다는 신념을 지키려 노력한다. 마에다가 마지스카 학원을 바꾸어 줄거라 믿고 전학을 허락한다.

## 마지스카 학원 3
마지스카 학원 3(マジすか学園 3 마지스카가쿠엔 3[*])는 일본의 TV 도쿄에서 제작된 드라마24에서 방영된 학원물 드라마이다. 마지스카 학원 2의 후속이다. 2012년 7월 15일부터 방영되고 있다.

### 줄거리
살인혐의로 '마지스카 프리즌'이란 형무소에 갇힌 기억상실 상태의 파루루. 대장 노부나가의 증발로 인원이 모자라는 팀'허브'에 들어가게 된다. 형무소를 탈출하려 하면 손목에 찬 팔찌에서 맹독주입. 즉사. 과연 진실은? 탈출은 가능한 걸까?

### 등장 인물
팀 하브
- 파루: 시마자키 하루카
- 피스: 키자키 유리아
- 고미미: 야가미 쿠미
- 난테네: 키모토 카논
- 나나시: 카와에이 리나
- 다스: 오오바 미나

## 마지스카 학원 4
마지스카 학원 4(マジすか学園 4 마지스카가쿠엔 4[*])는 일본의 닛폰 TV에서 방영된 학원물 드라마이다. 마지스카 학원 3의 후속이다. 2015년 1월 20일부터 방영되고 있다.

### 등장 인물
마지스카 학원
랏팟파 부장
- 솔트: 시마자키 하루카

랏팟파 부부장
- 사쿠라: 미야와키 사쿠라

랏팟파 사천왕
- 오타베: 요코야마 유이
- 요가: 이리야마 안나
- 매직: 키자키 유리아
- 바카모노: 카와에이 리나

팀 히나베
- 우오노메: 타카하시 쥬리
- 쿠소카키: 오오시마 료카
- 차세대: 무카이치 미온
- 도도부스: 카토 레나
- 켄포우: 우치야마 나츠키

팀 나가시소멘
- 좀비: 오오와다 나나
- 카미소리: 코지마 마코

게키오코 학원
- 안토니오: 야마모토 사야카
- 코비: 와타나베 미유키
- 데메킨: 죠니시 케이
- KY: 타니 마리카
- 츠리시: 스다 아카리
- 자코보스: 마츠무라 카오리
- 시로기쿠: 시로마 미루
- 쿠로바라: 야구라 후코

야바쿠네 학원
- 헤드: 타니쿠치 메구
- 아몬: 타노 유카
- 캔디: 무라야마 유이리
- 루키: 카와모토 사야
- 겟코우: 나가오 마리야
- 카이분: 무토 토무
- 스네이크: 후부하타 나오

마지스카 졸업생
- 마에다: 마에다 아츠코
- 센터: 마츠이 쥬리나
- 미나미: 타카하시 미나미

## 마지스카 학원 5
마지스카 학원 5(일본어: マジすか学園5 マジすかがくえんファイブ[*])는 2015년 8월 25일 미명(24일 심야)에 닛폰 TV 방송망의 지상파에서 초반 2회분만 방송하고, 나머지 8회를 Hulu에서 단독 공개할 예정인 AKB48와 그 자매그룹 주연의 TV 드라마이다.
《마지스카 학원 시리즈》에서는 지금까지 지상파로의 방송을 행해왔지만, 이번은 ‘여고생과 야쿠자의 항쟁’을 중심으로 그리는 것으로, 내용이 거의 너무 과격하다는 이유로 지상파에서는 방송불가이기에, 10회분 중 초반 제2화까지 지상파에서 방송하며, 나머지 8회는 인터넷 텔레비전 배포 서비스인 Hulu에서의 한정 배포라는 변칙체제를 취했다.

### 줄거리
2015년 1~3월에 방영된 《마지스카 학원 4》에서는 사쿠라(미야와키 사쿠라)와, 솔트(시마자키 하루카)가 ‘마지스라 여학원’(馬路須加女学園) 내에서의 장렬한 항쟁을 전개했지만, 이번에는 같은 학교에서만 머무르지만 않고, ‘게키오코 고교’(激尾古高校)나 ‘야바쿠네 여자상업고등학교’(矢場久根女子商業高校)라는 타교의 세력과의 항쟁, 게다가 제5화 이후는 학교물 드라마의 학원물 드라마의 상식을 초월해서, 야쿠자나 경찰, 마피아라는 양쪽 사회를 끌어들여서, 시리즈 사상 최대급의 항쟁으로 발전, 액션신도 난투신이 더해졌다. 권총 액션도 들어간다.
또 이번 작품에서는 현역의 AKB 멤버가 더해져, 같은 유닛의 졸업생인 마에다 아츠코, 오오시마 유코의 출연도 예정되고 있다.

### 등장 인물
마지스카 학원
랏팟파 부장
- 솔트: 시마자키 하루카

랏팟파 부부장
- 사쿠라: 미야와키 사쿠라

랏팟파 사천왕
- 오타베: 오코야마 유이
- 요가: 이리야마 안나
- 매직: 키자키 유리아
- 바카모노: 카와에이 리나

팀 히나베
- 우오노메: 타카하시 쥬리
- 쿠소카키: 오오시마 료카
- 차세대: 무카이치 미온
- 도도부스: 카토 레나
- 켄포우: 우치야마 나츠키

팀 나가시소멘
- 좀비: 오오와다 나나
- 카미소리: 코지마 마코

게키오코 학원
- 안토니오: 야마모토 사야카
- 코비: 와타나베 미유키
- 데메킨: 죠니시 케이
- KY: 타니 마리카
- 츠리시: 스다 아카리
- 자코보스: 마츠무라 카오리
- 시로기쿠: 시로마 미루
- 쿠로바라: 야구라 후코

야바쿠네 학원
- 헤드: 타니쿠치 메구
- 아몬: 타노 유카
- 캔디: 무라야마 유이리
- 루키: 카와모토 사야
- 겟코우: 나가오 마리야
- 카이분: 무토 토무
- 스네이크: 후부하타 나오

마지스카 졸업생
- 마에다: 마에다 아츠코
- 센터: 마츠이 쥬리나
- 미나미: 타카하시 미나미

그외 인물
- 카츠제츠: 코다마 하루카

### 방송 · 배포일정
- 지상파…닛폰 TV(간토 지구 로컬) - 2015년 8월 25일(화요일) 0:59~1:59(24일 월요일 심야)에 제1 · 2화만을 프리미엄 방송
- 인터넷 배포…Hulu - 지상파에서의 방송후 먼저 제3화까지를 선행 배포하며, 이후 9월 1일부터 매주 1화씩, 6주간에 걸쳐서 한정 배포[2]

## 음악
모두 AKB48의 노래가 사용됐다.

### 마지스카 학원
OP
- 〈마지스카 로큰롤〉

ED
- 〈사쿠라노 시오리〉

### 마지스카 학원 2
OP
- 〈양키 소울〉

ED
- 〈세이슌토 키즈카나이마마〉 (최종화만 〈양키 소울〉)

### 마지스카 학원 3
OP
- 〈폰코츠 블루스〉

ED
- 〈도오키〉

### 마지스카 학원 4
OP
- 〈마지스카 Fight〉

ED
- 〈양키 로그〉

### 마지스카 학원 5
OP
- 〈양키 머신건〉

ED
- 〈군상〉

## 방송일·부제

### 마지스카 학원
| 일본회차 | 일본어 제목(한국어 번역)            | 일본 방송일     |
| -------- | ----------------------------------- | --------------- |
| 1        | 세상 리얼뿐이 없다고!               | 2010년 1월 8일  |
| 2        | 가부키 시스터즈                     | 2010년 1월 15일 |
| 3        | 나의 '마지'는 너를 위해 존재한다    | 2010년 1월 22일 |
| 4        | '산쵸자매' 등장                     | 2010년 1월 29일 |
| 5        | 쵸우고쿠와 네즈미                   | 2010년 2월 5일  |
| 6        | 사천왕 시부야 등장!                 | 2010년 2월 12일 |
| 7        | 사천왕 블랙 등장!                   | 2010년 2월 19일 |
| 8        | 사천왕 대빵 게키카라 웃다           | 2010년 2월 26일 |
| 9        | 마지막 사천왕 닭장 최강반칙         | 2010년 3월 5일  |
| 10       | 미나미를 위해, 유코를 위해          | 2010년 3월 12일 |
| 11       | 마에다, 레알! 사도... 울어.         | 2010년 3월 19일 |
| 12       | 마지여고의 전원 집합, 눈물의 졸업식 | 2010년 3월 26일 |

### 마지스카 학원 2
| 일본회차 | 일본어 제목(한국어 번역)     | 일본 방송일     |
| -------- | ---------------------------- | --------------- |
| 1        | 세대교체하기 딱 좋네!        | 2011년 4월 15일 |
| 2        | 야바쿠네 리더 등장!          | 2011년 4월 22일 |
| 3        | 배신자는 손톱을 기른다       | 2011년 4월 29일 |
| 4        | 우정의 유통기한              | 2011년 5월 6일  |
| 5        | 게키카라 ROCK                | 2011년 5월 13일 |
| 6        | 뛰는 놈 위엔 나는 놈이       | 2011년 5월 20일 |
| 7        | 누구를 위해 싸우는 건가?     | 2011년 5월 27일 |
| 8        | 저마다의 대답                | 2011년 6월 3일  |
| 9        | 세상에 단 하나뿐인 절친      | 2011년 6월 10일 |
| 10       | 벚꽃잎을 세어본 적이 없는가? | 2011년 6월 17일 |
| 11       | 양키 소울                    | 2011년 6월 24일 |
| 12       | 청춘이라고 깨닫지 않는 채로  | 2011년 7월 1일  |

| TV 도쿄 드라마 24 | TV 도쿄 드라마 24 | TV 도쿄 드라마 24           |
| 이전 작품         | 작품명            | 다음 작품                   |
| ----------------- | ----------------- | --------------------------- |
| 양왕: 버진        | 마지스카 학원     | 트러블맨                    |
| 카라의 이중생활   | 마지스카 학원 2   | 용사 요시히코와 마왕의 성   |
| 클로버            | 마지스카 학원 3   | 용사 요시히코와 악령의 열쇠 |

| 닛폰 TV 화요일 0:59 ~ 1:29(월요일 심야)화 | 닛폰 TV 화요일 0:59 ~ 1:29(월요일 심야)화 | 닛폰 TV 화요일 0:59 ~ 1:29(월요일 심야)화 |
| 이전 작품                                 | 작품명                                    | 다음 작품                                 |
| ----------------------------------------- | ----------------------------------------- | ----------------------------------------- |
| 먼슬리 TV (단발화)                        | 마지스카 학원 4                           | -                                         |